# Robot Carnival
Robot Carnival (ロボット・カーニバル, Robotto kânibaru) est un anime japonais diffusé en 1987. Il se présente sous la forme d’un recueil de neuf courts-métrages réalisé par divers auteurs, dont Katsuhiro Ōtomo. C’est d’ailleurs la première création de beaucoup de ces réalisateurs.

## Les différents courts-métrages
Le style des courts-métrages est très varié et seuls deux (Presence et A Tale of Two Robots) contiennent des dialogues.

### Opening
Réalisé par : Atsuko Fukushima et Katsuhiro Ōtomo.
Cette ouverture se déroule dans le désert. En trouvant une affiche annonçant l’arrivée imminente de Robot Carnival, un garçon semble soudain effrayé et en proie à une grande agitation. Il court avertir son village pour s’enfuir, quand une lourde machine grouillante de robots apparaît et c'est une gigantesque forteresse mobile, se dirigeant droit sur les habitations. Autrefois une magnifique fête foraine, ce n’est plus aujourd’hui qu’un engin de destruction endommagé, rouillé et déglingué.

### Frankenstein's Wheel
Réalisé par : Koji Morimoto.
Un scientifique fou donne vie à un robot grâce à l’électricité, exactement comme pour Frankenstein. Au début, le robot reproduit tout ce que le scientifique fait. Surexcité, ce dernier se met à danser de joie, mais trébuche et tombe. Voyant cela, le robot danse, trébuche et tombe sur le scientifique, le tuant.

### Deprive
Réalisé par : Hidetoshi Omori.
Cette partie met en scène un robot humanoïde et l’invasion de la terre depuis l’espace, le tout dans un futur apocalyptique. Le robot est une référence évidente à l’anime 8 man (Eight Man), réalisé par Kazumasa Hirai en 1963.

### Presence
Réalisé par : Yasuomi Umetsu.
Ce court-métrage, l’un des deux incluant des dialogues, semble se passer en Angleterre au vingtième siècle ; cependant, certains éléments peuvent aussi suggérer qu’il se déroule sur une autre planète ou dans un futur qui tenterait de reproduire la société européenne de ce siècle.
On suit l’histoire d’un homme amoureux d’un robot à l’apparence féminine, qu’il a lui-même construit dans le but de pallier le vide affectif qu’il ressent vis-à-vis de sa femme et sa famille. Quand la fille-robot se constitue une personnalité à part entière, dépassant de loin son programme initial, l’homme la brise dans un accès de panique et quitte son laboratoire secret à tout jamais. Du moins le croit-il... Vingt ans plus tard en effet, une vision du robot lui apparaît, mais elle explose avant qu’il n’ait eu le temps de saisir sa main. Saisi, il retourne alors à son laboratoire, mais trouve le robot tel qu’il l’a laissé : endommagé dans un coin. Encore vingt ans passent avant que le robot ne réapparaisse ; cette fois, l’homme prend sa main et ils disparaissent dans le lointain, sous le regard de l’épouse choquée.
Il s’agit donc du premier court-métrage contenant des dialogues (si l’on excepte l’opening, où les paroles sont inintelligibles), bien que peu soient vraiment visibles, la plupart étant en voix off, ou bien les personnages étant cachés. Le style de Yasuomi transparaît ici, on le retrouvera dans ses travaux futurs comme Kite. Il faut aussi noter que le dessin du personnage principal est tiré de Les Maîtres du temps, un film d’animation de René Laloux et Moebius.

### Star Light Angel
Réalisé par : Hiroyuki Kitazume.
Cette histoire, appartenant au genre shōjo, suit un groupe d’adolescentes qui visitent un parc d’attractions dédié aux robots. Une des jeunes filles découvre que son petit ami (qui ressemble étrangement à Char Aznable, un personnage de Gundam) sort maintenant avec une de ses amies. Elle s’enfuit en larmes et atterrit dans une attraction de réalité virtuelle. Pendant l’animation où elle fait apparaître plusieurs robots, on peut voir deux répliques de Yula et Jad (deux personnages des Maîtres du temps) en 3D se déformer et disparaître. Le jeu est amusant au début, mais les émotions de la jeune fille provoquent cependant l’apparition d’un robot géant et armé. Heureusement, un des robots du parc endosse le rôle du chevalier servant et permet à l’adolescente d’évacuer ses pensées noires, de revenir vers la vie.
L’apparence à priori confuse de l’ensemble est trompeuse, car tous les éléments sont parfaitement logiques avec du recul. L’aspect visuel est fortement inspiré par le clip d’une chanson de A-ha : Take on Me. On peut aussi noter les nombreux arrières-plans composés de personnages tirés d’Akira (Akira et Tetsuo Shima), sur lequel l'auteur a travaillé avec son collègue Katsuhiro Ōtomo. Enfin, la musique est celle du tout premier Final Fantasy.

### Cloud
Réalisé par : Mao Lamdo.
Ce segment montre un robot qui voyage à travers le temps, suivant l’évolution humaine. La trame de fond est illustrée avec des nuages qui montrent diverses périodes de l’univers, allant de la modernisation de l’homme jusqu’à son autodestruction, bien que la plupart se concentrent entre la Rome antique et le présent. Finalement, un ange (celui qui déplore son immortalité) fait du robot un humain vers la fin de l’histoire. On peut noter que ce personnage évoque Astro le petit robot, le personnage culte d’Osamu Tezuka.

### A Tale of Two Robots - Chapter 3: Foreign Invasion
Réalisé par : Hiroyuki Kitakubo.
Dans le style des premiers films parlants, l’histoire montre deux robots géants pilotés manuellement par un équipage humain au dix-neuvième siècle. L’un, occidental, a pour mission d’envahir le Japon, tandis que l’autre, japonais, a été construit pour empêcher cela. Le style de ce court-métrage rappelle les films de propagande lors de la Seconde Guerre mondiale. On peut citer quelques faits notables :
- contrairement à ce que le titre laisse supposer, il n’y a pas de chapitres précédents ou suivants ;
- les personnages occidentaux parlent en anglais – les Japonais parlant bien sûr leur langue.

Au niveau du contexte, l’histoire se passe de toute évidence à l’époque où le Japon s’ouvrait à l’occident, notamment via le commerce avec les Pays-Bas (aux seize et dix-septièmes siècles). Pourtant, le réalisateur modifie l’histoire, imaginant que le pays aurait été divisé entre Japonais et étrangers. C’est en fait la vue d’un étranger ayant une des toutes premières caméras qui permet de situer le récit au dix-neuvième siècle.

### Nightmare
Réalisé par : Takashi Nakamura.
La ville de Tōkyō est littéralement envahie par ses machines, qui s’animent et se répandent pour cette nuit de réjouissance, tandis qu’un seul humain ivre (le « Chincken Man ») est témoin de la scène. Ce court-métrage est émaillé de plusieurs références :
- l’histoire est inspirée des dessins animés Fantasia (la partie Une Nuit sur le Mont Chauve) et Le Crapaud et le Maître d’école (partie La Légende de la Vallée endormie), deux productions de Disney ;
- elle parodie aussi une légende urbaine au Japon selon laquelle les machines pourraient se multiplier en s’interconnectant, sans tenir compte de leur programme initial (comme dans l’anime Roujin Z de Katsuhiro Ōtomo) ;
- le personnage nommé « Chicken Man » serait selon certains une caricature du célèbre réalisateur d’animes Rintarō.

Note : le titre dans l’édition française est Red Chicken Head Guy.

### Ending
Réalisé par : Atsuko Fukushima et Katsuhiro Ōtomo.
Faisant suite à l’Opening, le Robot Carnival est bloqué par une petite dune dans le désert ; incapable de grimper cet obstacle de sable, la machine demeure à sa base. Alors que le soleil darde ses rayons sur cette antiquité, un flashback rappelle sa grandeur, du temps où c’était une machine enchantée qui voyageait de ville en ville en apportant une joie éternelle. Un dernier effort entraîne la fin de cette relique, l’engin tombant en pièces dans le désert. Les crédits apparaissent ensuite, avant que l’épilogue ne conclue le film.

### Epilogue
Des siècles ont passé quand un homme découvre un orbe sur les restes de la machine et le ramène à sa famille. C’est en fait une boîte à musique montrant un robot miniature à l’apparence de ballerine. Les enfants applaudissent au spectacle, mais le robot finit sa danse par un saut et explose, détruisant la cahute. L’explosion fait apparaître le « END » final en grosses capitales, tandis que le seul survivant, l’animal de compagnie – un lama –, lutte pour se relever.

## Fiche technique
- Titre : Robot Carnival
- Réalisateurs :
  - Atsuko Fukushima (Opening et Ending)
  - Hidetoshi Oomori (Deprive)
  - Hiroyuki Kitakubo (A Tale of Two Robots)
  - Hiroyuki Kitazume (Star Light Angel)
  - Katsuhiro Ōtomo (Opening et Ending)
  - Koji Morimoto (Frankenstein's Wheel)
  - Mao Lamdo (Cloud)
  - Takashi Nakamura (Nightmare)
  - Yasuomi Umetsu (Presence)
- Musiques : Isaku Fujia, Joe Hisaishi, Masahisa Takeichi
- Producteur : Kazufumi Nomura
- Studio d'animation : Studio A.P.P.P.
- Genre : anime
- Pays d'origine :  Japon
- Durée : 91 minutes
- Date de sortie : Japon 21 juillet 1987[2]

Source : Anime News Network

### Doublage (VO)
Partie Presence :
- Hikaru Kotono : la fille robot
- Kouji Moritsugu : le personnage principal
- Aya Murata : la fille du héros (enfant)
- Daisuke Namikawa : l’enfant B
- Hidehiro Kikuchi : les enfants A et D
- Hideyuki Umezu : le collègue, l’homme B
- Ikuya Sawaki : l’homme C
- Keiko Hanagata : La grand-mère
- Kumiko Takizawa : la fille du héros (adulte), le robot miniature
- Nariko Fujieda : le petit-fils
- Satoru Inagaki : l’homme A
- Tatsuhiko Nakamura : l’enfant C

Partie A Tale of Two Robots :
- Chisa Yokoyama : Yayoi
- Katsue Miwa : Fukusuke
- James R. Bowers : John Jack Volkerson III
- Kaneto Shiozawa : Denjiro
- Kei Tomiyama : Sankichi
- Toku Nishio : Daimaru

Source : Anime News Network

### Diffusion
La première diffusion au Japon s’est faite le 21 juillet 1987. Le film est licencié en France par Asian Star.
Il a aussi été diffusé à la télévision :
| Pays   | Chaîne         | 1re diffusion        |
| ------ | -------------- | -------------------- |
| Japon  | Bandai Channel | 21 juillet 1987      |
| France | Arte et Canal+ | 3 mars 1998 sur Arte |
| USA    | Sci Fi Channel |                      |